# Зеброва крилатка
Зебровите крилатки (Pterois volitans) са вид актиноптери от семейство Скорпенови (Scorpaenidae).
Те са незастрашен вид.
Таксонът е описан за пръв път от Карл Линей през 1758 година.